# كولتشستر (كونيتيكت)
كولتشستر (بالإنجليزية: Colchester, Connecticut)‏ هي بلدة أمريكية تقع في الولايات المتحدة في كونيتيكت. يقدر عدد سكانها بـ 16,068 نسمة ومساحتها 129.0 كم2 وترتفع عن سطح البحر 168 متر.

## أعلام
- هنري إتش كروكر
- تشارلز إف. دانيلز
- لايمان ترامبول
- ويليام آدامز
- غوس دوغاس
- ويليام هنري فووت